# 영웅전설 하늘의 궤적 더 서드
《영웅전설 하늘의 궤적 더 서드》는 니혼 팔콤이 제작한 2007년 롤플레잉 비디오 게임이다. 《영웅전설》의 하위 시리즈 《궤적》에 속하는 작품으로, 2006년 《영웅전설 하늘의 궤적 SC》의 후속작이자 《하늘의 궤적》 이야기를 완결짓는 삼부작의 완결편이다. 본래 마이크로소프트 윈도우 플랫폼으로 개발돼 2007년 6월 28일 일본서 처음 출시됐다.
2008년에 플레이스테이션 포터블로 이식됐다. 2013년, HD 리마스터판이 플레이스테이션 3로 출시됐으며 2016년에 음성을 추가한 개선판이 《하늘의 궤적 더 서드 에볼루션》이라는 제목으로 출시됐다.

## 반응
《하늘의 궤적 더 서드》는 리뷰 애그리게이터 웹사이트 메타크리틱에서 "대체적으로 긍정적인 평가"를 기록했다.

## 참조

### 주해
1. ↑  일본어: 英雄伝説空の軌跡 The 3rd, 영어: The Legend of Heroes: Trails in the Sky the 3rd